# Nagaina modesta
Nagaina modesta är en spindelart som beskrevs av Lodovico di Caporiacco 1954. Nagaina modesta ingår i släktet Nagaina och familjen hoppspindlar. Inga underarter finns listade i Catalogue of Life.